# Кровь истекает углём
«Кровь истекает углём» (англ. Blood Runs Coal) — будущий художественный фильм студии Universal Pictures, экранизация книги Марка А. Брэдли. Главную роль в нём сыграет Киллиан Мерфи.

## Сюжет
Фильм задуман как «шахтёрская драма». В основу сценария легла документальная книга Марка А. Брэдли Blood Runs Coal: The Yablonski Murders and the Battle for the United Mine Workers of America. Её главный герой — американский профсоюзный активист Джозеф Яблонски, выдвинувший свою кандидатуру в президенты профсоюза «Объединённых горняков Америки» в 1969 году и жестоко убитый вместе со всей семьёй.

## В ролях
- Киллиан Мерфи — Джозеф Яблонски

## Производство и релиз
О начале работы над фильмом стало известно в марте 2024 года. Сценарий написали братья Джез и Джон-Генри Баттеруорты. Главную роль получил Киллиан Мерфи, который ещё и стал продюсером проекта. Производством занялась студия Universal Pictures.